# Esthal
 Esthal là một đô thị thuộc huyện Bad Dürkheim, trong bang Rheinland-Pfalz, phía tây nước Đức. Đô thị Esthal có diện tích 15,51 km², dân số thời điểm ngày 31 tháng 12 năm 2006 là 1530 người.